# Brownston
Brownston – osada w Anglii, w hrabstwie Devon, w dystrykcie South Hams. Leży 47 km na południowy zachód od miasta Exeter i 291 km na południowy zachód od Londynu.